# Brillenmünze

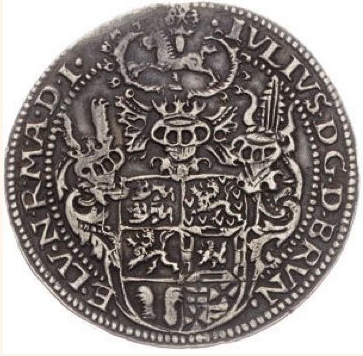
Vorderseite des ersten Brillentalers von 1586, den Herzog Julius von Braunschweig-Wolfenbüttel prägen ließ, mit seinem fürstlichen Wappen

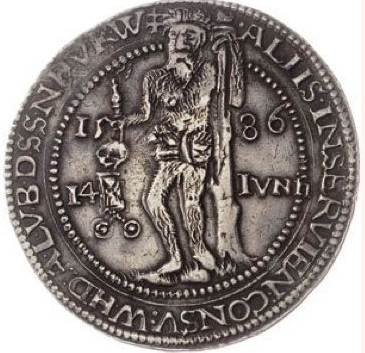
Rückseite

Brillenmünze oder Brillentaler sind Bezeichnungen für Prägungen mit der Darstellung optischer Geräte. Entsprechend ihrer damaligen Aktualität stammen die meisten dieser Münzen aus dem 16. und 17. Jahrhundert. Bekannt sind die sogenannten Brillentaler des Herzogs Julius von Braunschweig-Wolfenbüttel (1568–1589). Sie wurden in den Jahren 1586–1589 in den Münzstätten Goslar und Wolfenbüttel geprägt. Auf einer Seite zeigen die Taler den Wilden Mann, das Symbol des Harzgebiets, mit verschiedenen Gegenständen, darunter auch einer Brille. Weitere Gepräge mit Brillendarstellungen kommen auf dänischen Dukaten und Rechenpfennigen vor.

## Geschichte und Münzgeschichte

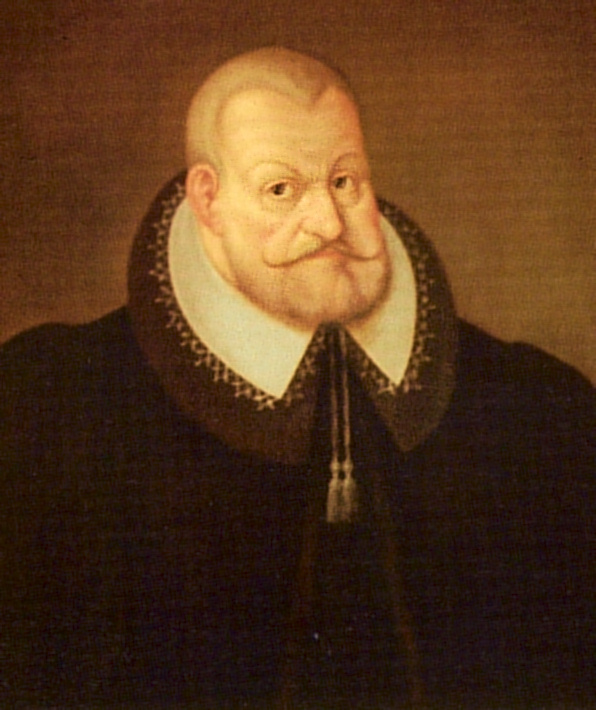
Herzog Julius, zeitgenössisches Ölgemälde

Herzog Julius von Braunschweig-Wolfenbüttel zählt zu den tüchtigen, gebildeten und fortschrittlichen Fürsten seiner Zeit. Er gründete die Universität Helmstedt und war der Reformation und den Humanisten zugetan. Wie bei ihnen, so bedient sich die Sprache der Zeit oft der Symbole und versteckten Zeichen, die es zu enträtseln gilt.
Das trifft besonders für die Brillenmünzen zu. Als solche sind alle Gepräge bezeichnet, auf denen irgendwo im Münzfeld optische Geräte dargestellt sind. Die bekanntesten sind die sogenannten Brillentaler des Herzogs Julius von Braunschweig-Wolfenbüttel. Auf einer Seite zeigen sie den Wilden Mann mit verschiedenen Attributen, darunter auch eine Brille, die mitunter nicht leicht zu finden ist. Der seltenste Brillentaler ist ein Doppeltaler 1587.
Nach Johann David Köhler hat man von Herzog Julius, unter dem das gesamte Herzogtum Braunschweig evangelisch geworden ist, dreierlei Typen von Brillentalern:
- den ersten von 1586,
- den zweiten von 1588 und 1589 und
- den als dritten Taler genannten Doppeltaler von 1587.[4]

Außerdem kommt ein 1½-facher Taler von 1587 mit den Münzbildern des Doppeltalers vor, der jedoch nicht in Köhlers Münzbelustigung erwähnt ist.

## Münzbeschreibungen mit geschichtlichen Zusammenhängen

### Brillentaler von 1586
Siehe die Abbildungen oben.
Der erste silberne Brillentaler ist ein Reichstaler von 1586, hat einen Durchmesser von 42 mm und wiegt 29,0 g. Die Münzstätte ist Goslar. Der Taler birgt viel Geheimnisvolles, das von Historikern aufgelöst werden konnte.

#### Vorderseite
Die Vorderseite zeigt das sechsfeldrige Wappen des Herzogtums Braunschweig-Lüneburg mit drei Helmzieren. Über der mittleren Helmzier ist das Sachsenross zu sehen. Die Umschrift besteht aus zwei Teilen.
- Umschrift: JVLIVS۰D(ei)۰G(ratia)۰D(ux)۰BRVN(svicensis)۰E(t)۰LV(neburgensis)۰N۰R۰M۰A۰D۰I۰

Der erste Teil ist der Titel des Herzogs. Die Übersetzung lautet:
- Julius von Gottes Gnaden Herzog von Braunschweig und Lüneburg.

Der zweite Teil besteht aus den vorher genannten sechs Buchstaben. Das sind Abkürzungen, die Johann David Köhler mit „Non recedet malum a domo ingrati“ auflöst. Die Übersetzung lautet:
- Das Übel wird nicht weichen von einem unwillkommenen Geschlecht.

Als „unwillkommenes Geschlecht“ bezeichnet der Herzog sich selbst auf dem Brillentaler. Die Bedeutung dieses Satzes erklärt sich aus Julius’ Lebenslauf. Seine Jugend verlief freudlos. Sein Vater Heinrich (1514–1568) hatte ihn als jüngsten Sohn für eine geistliche Laufbahn bestimmt. Seine schwache Gesundheit und seine leichte körperliche Behinderung machten ihn für den Kriegsdienst untauglich. Seine beiden älteren Brüder waren in den Schlachten seines Vaters Heinrich bei Mühlberg und Sievershausen gefallen. Da auch nach dem Tod seiner Brüder der Vater zu einem Ausgleich nicht bereit war, sah er sein Leben in Wolfenbüttel bedroht. Sein Vater gedachte, ihn von der Erbfolge auszuschließen und einen unehelichen Sohn ihm vorzuziehen. Bis er nach dem Tod seines Vaters und Sicherstellung der Erbfolge durch die Geburt seines Sohns Heinrich Julius (1564–1613; Regierungszeit 1589–1613) die Nachfolge antreten konnte, hatte er viele Demütigungen und Zurücksetzungen auszustehen.
Mit den Demütigungen und Zurücksetzungen des Prinzen durch seinen Vater sind die rätselhaften Umschriften auf Brillentalern des Herzogs meist erklärbar.

#### Rückseite
Die Rückseite zeigt den Wilden Mann, als Sinnbild des Harzes. In der linken Hand hält er einen senkrecht stehenden Baumstamm, in der rechten das Licht, an dem ein Totenkopf, eine Sanduhr und eine Brille hängen. Mit Totenkopf und Sanduhr wird die Vergänglichkeit aller irdischen Güter symbolisiert. Im Münzfeld ist die Jahreszahl 15 – 86 zu beiden Seiten des Wilden Mannes geteilt angeordnet, ebenso wie das Datum 14. – IVN (Jun.). – „was der Tag bedeuten soll, das hat noch niemand ausgeforschet und erkläret“, so Köhler.
- Umschrift: ALIIS۰INSERVIEN(do): CONSV(mor) sowie 15 Buchstaben die Abkürzungen sind: W۰H۰D:A۰L۰V۰B۰D۰S۰S۰N۰H۰V۰K۰W۰
- Übersetzung: Im Dienste anderer verzehre ich mich. Das ist der Wahlspruch des Herzogs Julius. Die 15 Buchstaben in der Umschrift bedeuten – Was hilft den Augen (oder dem Alten) Licht und Brill, der sich selbst nicht helfen und kennen will.[9]

### Köhlers Beschreibung und Erklärung der anderen Brillentaler

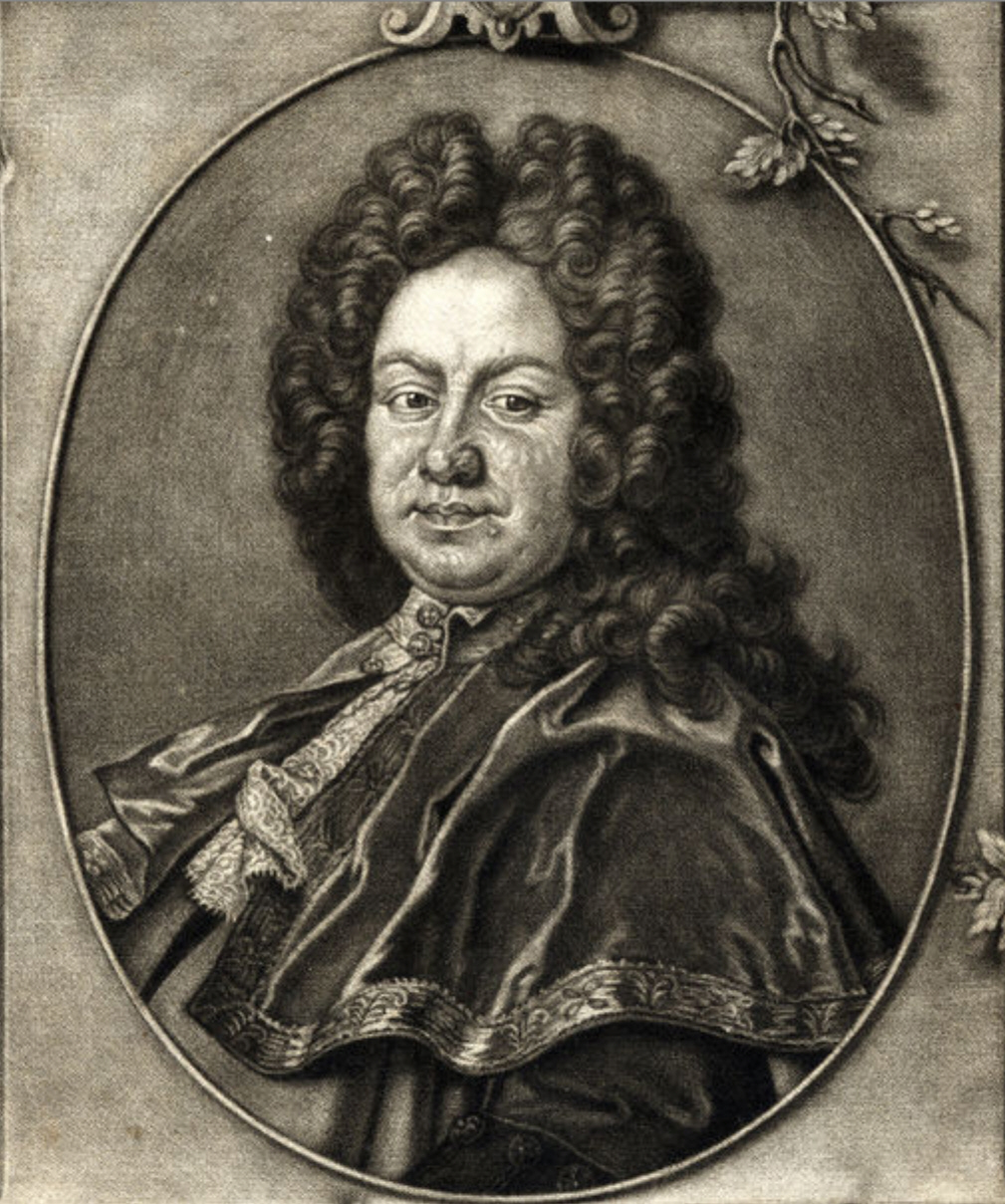
Johann David Köhler erklärt die Brillentaler in seiner „Münzbelustigung“

Der andere Brillentaler mit den Jahreszahlen 1588 oder 1589 zeigt auf der Rückseite den Wilden Mann mit der Brille und einem losgerissenen, zurückschauenden und fortlaufenden Pferd. Darüber stehen die vier Buchstaben I. M. C. M., ausgeschrieben: In Medio Cursu Metuo (Mitten im Lauf habe ich Bedenken.) Um das Pferd herum sind die 15 Buchstaben, so wie sie im ersten Brillentaler vorkommen. In der Umschrift befinden sich sein Wahlspruch und die Angabe der Münzstätte „GOSLARIAE“ (Goslar).
Der dritte Brillentaler von 1587 ist nach Köhler ein Doppeltaler. Auf der Vorderseite ist das geharnischte Bildnis des Herzogs zu sehen. Die Rückseite zeigt den Wilden Mann mit der Brille und das laufende Pferd ohne Zügel mit der Umschrift „SI DEVS PRO NOBIS QVIS CONTRA NOS“ (Wenn Gott für uns ist, wer kann wider uns sein; Bibelzitat aus Römer 8,31).

„Warum der Hertzog Julius diesen  Ӕnigmatischen [änigmatischen = rätselhaften] Thaler schlagen laßen und was deßen eigentliche Bedeutung sey, das hat noch kein Braunschweigischer Historicus sagen wollen oder können.“

Nach den Angaben der Künker-Auktion 361, Los 57 spiegeln die rätselhaften Umschriften die persönliche Einstellung des Herrschers.